# Hồng y

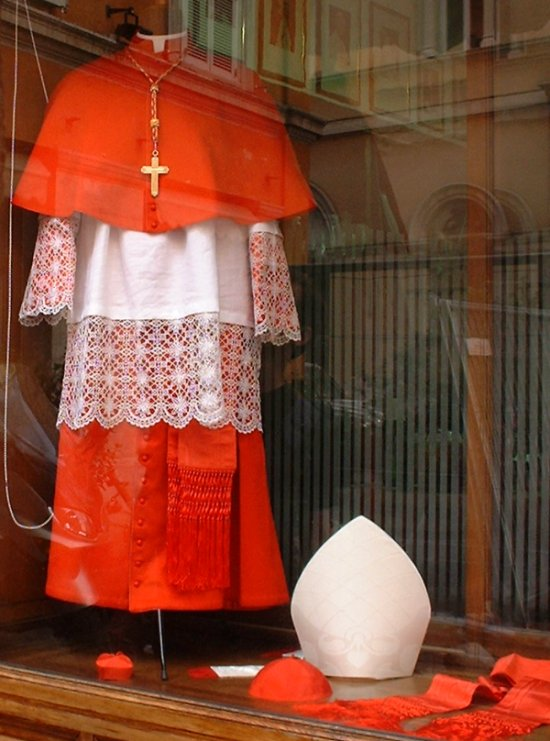
Trang phục Hồng y

Hồng y (Latinh: Sanctae Romanae Ecclesiae cardinalis, nghĩa đen là Hồng y của Giáo hội Công giáo Rôma) là một nhà lãnh đạo cao cấp của Giáo hội này được biết đến với danh hiệu là Hoàng tử của Giáo hội, và thường được vinh thăng tước vị này, khi vẫn còn trong vòng độ tuổi bỏ phiếu, thông thường từ các giám mục của Giáo hội Công giáo. Các hồng y của Giáo hội hợp lại được gọi chung là Hồng y Đoàn. Các nhiệm vụ của các hồng y bao gồm tham dự các cuộc họp của hồng y đoàn với tư cách độc lập hoặc với tư cách thành viên các nhóm do yêu cầu từ phía giáo hoàng. Hầu hết hồng y đều có bổn phận riêng của họ, chẳng hạn như dẫn dắt một giáo phận hoặc tổng giáo phận hoặc quản lý một bộ phận của Giáo triều Rôma. 
Một nhiệm vụ nổi bật của các hồng y là bầu ra vị giám mục Rôma, thực tế là giáo hoàng, khi xảy ra hiện tượng trống tòa. Trong khoảng thời gian trống tòa (từ lúc một giáo hoàng qua đời hoặc từ chức đến khi người kế vị ông nhậm chức), việc quản trị hàng ngày của Tòa Thánh nằm trong tay của Hồng y Đoàn. Quyền tham dự vào các cuộc họp kín, còn gọi là Mật nghị Hồng y chọn tân giáo hoàng được giới hạn đối với những hồng y dưới 80 tuổi tính đến ngày trống tòa giáo hoàng.
Năm 1059, quyền bầu cử giáo hoàng dành cho các giáo sĩ chính ở Rôma và các giám mục của bảy giáo phận ngoại vi. Trong thế kỷ 12, việc bổ nhiệm các giáo sĩ từ ngoài Rôma bắt đầu với việc các hồng y, mỗi người trong số họ đã chỉ định một nhà thờ ở Rôma làm nhà thờ hiệu tòa đại diện của ông hoặc liên kết với một trong các giáo phận vùng ngoại ô, trong khi vẫn đang được quản trị một giáo phận khác với giáo phận Rôma.
Nhiệm kì của hồng y áp dụng cho bất kỳ linh mục nào được chỉ định cách vĩnh viễn khi được chỉ định và vinh thăng cho một nhà thờ, hoặc cụ thể cho linh mục cao cấp của một nhà thờ quan trọng, dựa trên tiếng latinh nguyên bản "cardo", nghĩa là bản lề, ngoài ra còn có nghĩa khác là "hiệu trưởng" hoặc "trưởng ban". Thuật ngữ này được áp dụng theo ý nghĩa này vào đầu thế kỷ thứ chín cho các linh mục của các giáo xứ giáp ranh giáo phận Rôma. Giáo hội Anh Quốc giữ lại một ví dụ về nguồn gốc của danh hiệu, hiện được giữ bởi hai thành viên cao cấp của Tiểu chủng viện Nhà thờ Thánh Paul.

## Từ nguyên

Một kiểu mẫu huy hiệu hồng y

Tên của chức vị giáo sĩ cao cấp này trong tiếng Latinh là cardinalis, có gốc từ danh từ cardo (có nghĩa là "bản lề", "khớp nối" hay "điểm mấu chốt)", do đó mà có thể được dịch thành "yếu tố thuộc bản chất, nền tảng, hay trụ cột".
Trong tiếng Việt thì từ "hồng y" vốn phát xuất từ "Hồng y chủ giáo" (紅衣主教) trong tiếng Hoa. Trong đó, "chủ giáo" là từ chỉ chức giám mục, và "hồng" tức là đỏ, "y" tức là áo - được gọi theo màu y phục; nghĩa từ nguyên chỉ đơn giản là "giám mục áo đỏ". Về sau từ rút gọn lại thành "hồng y" mà không có danh từ xứng hợp để dịch sát nghĩa của danh từ gốc Latinh. Trước đây, một số tài liệu tiếng Việt còn viết nhầm thành "hồng y giáo chủ" để thuận miệng, nhưng lại thừa và sai nghĩa, vì hồng y không phải là "giáo chủ" mà chỉ là một chức tước.

## Bổ nhiệm
Giáo hoàng có quyền tuyệt đối và hoàn toàn tự do trong việc phong ai đó làm hồng y và có thể bằng hai thể thức:
- Công khai tuyên bố danh sách: thông thường.
- Giữ kín tên vị được bổ nhiệm (in pectore): vì hoàn cảnh chưa cho phép tiết lộ.

Sau khi được bổ nhiệm hồng y, tức khắc người này thuộc hàng Giáo sĩ Roma, trở thành công dân của Vatican.

## Nhà thờ Hiệu tòa
Mỗi vị hồng y đều có một nhà thờ hiệu tòa, hoặc là một nhà thờ ở thành phố Rôma hay một trong những khu ngoại ô. Ngoại lệ duy nhất là dành cho các Tổ phụ của các Giáo hội Công giáo Đông phương. Tuy nhiên, các hồng y không có quyền quản trị và không can thiệp bằng bất cứ cách nào trong những vấn đề liên quan đến việc quản lý hàng hoá, kỷ luật, hoặc phục vụ các nhà thờ hiệu tòa của họ. Họ được phép cử hành Thánh Lễ, cử hành nghi thức Giải tội và dẫn dắt thăm viếng và các cuộc hành hương đến nhà thờ hiệu tòa, phối hợp với các nhân viên của nhà thờ. Các hồng y thường ủng hộ các nhà thờ của họ bằng tiền và nhiều Hồng y giữ liên lạc với các nhân viên mục vụ của các nhà thờ hiệu tòa.
Hồng y Niên trưởng của Hồng y đoàn ngoài một nhà thờ hiệu tòa của mình, cũng sẽ nhận được chức danh Hồng y của Nhà thờ hiệu tòa Ostia, thị trấn có ngai tòa hiệu tòa đầu tiên. Các Hồng y quản trị một Giáo hội nghi lễ khác giữ lại danh hiệu của Giáo hội đó.

## Điều kiện
Kể từ Công đồng Vatican II, các tân hồng y đều phải qua chức Giám mục, chỉ có ít trường hợp ngoại lệ gọi là "Luật trừ".

## Phân bậc
Tất cả các hồng y trên thế giới hợp thành Hồng y đoàn và do một hồng y niên trưởng đứng đầu (unus inter pares). Hồng y được chia thành ba bậc. Việc phân bậc hồng y là một truyền thống lâu đời, chỉ ba Thừa tác vụ có "chức Thánh" trong giáo hội là: Hồng y Giám mục, Hồng y Linh mục và Hồng y Phó tế nhưng không có sự khác biệt lớn.
- Hồng y Giám mục: là những hồng y có một tước hiệu của một trong bảy giáo phận xung quanh Roma (Ostia, Palestrina, Albano, Frascati, Porto Santa Rufina, Sabina Poggio Mirteto và Velletri Segni)[3] và các thượng phụ Giáo hội trực thuộc được thăng tước vị. Thực tế chỉ có sáu Hồng y Giám mục (không tính các vị là thượng phụ) mà thôi. Lý do là vị Niên trưởng hồng y đoàn luôn giữ tước hiệu của giáo phận Ostia, và thêm một giáo phận khác cũng ở xung quanh Roma nếu Hồng y này đã có trước.

Ngày 28 tháng 6 năm 2018, Giáo hoàng Phanxicô quyết định bỏ tham chiếu Giáo luật, bổ sung 4 Hồng y Đẳng Giám mục lên 10 vị, không bao gồm các vị thượng phụ. Ngày 1 tháng 5 năm 2020, Giáo hoàng lại thăng thêm hai hồng y giám mục nữa. Với sự qua đời của Hồng y Etchergaray, Hồng y Đẳng Giám mục có 11 vị và 3 hồng y là thượng phụ. Với sự qua đời của Hồng y Angelo Sodano vào năm 2022, danh sách các hồng y giám mục, gồm 12 vị:
- Giovanni Battista Re, Hồng y Giám mục xứ Sabina-Poggio Mirteto
- Francis Arinze, Hồng y Giám mục xứ Velletri-Segni
- Tarcisio Bertone, Hồng y Giám mục xứ Frascati
- José Saraiva Martins, Hồng y Giám mục xứ Palestrina
- Pietro Parolin, Hồng y Giám mục xứ Torre Angela, Quốc Vụ Khanh Tòa Thánh
- Leonardo Sandri, Hồng y Giám mục xứ Catinari, Tổng trưởng Bộ Các Giáo hội Đông phương
- Marc Ouellet, Hồng y Giám mục xứ Traspontina, Tổng trưởng Bộ Giám mục
- Fernando Filoni, Hồng y Giám mục xứ San Giovanni di Dio, Đại Thống lĩnh Dòng Hiệp sĩ Mộ Thánh Gierusalem.
- Luis Antonio Tagle, Hồng y Giám mục Nhà thờ S. Felice da Cantalice a Centocelle, Tổng trưởng Bộ Truyền giáo.
- Beniamino Stella, Hồng y Giám mục Nhà thờ Hiệu tòa Ss. Cosma e Damiano, Tổng trưởng Bộ Giáo sĩ.
- Antonios Naguib, Nguyên Thượng phụ  Alexandria, Công giáo Coptic, Ai Cập.
- Béchara Boutros al-Rahi, Thượng phụ Toàn Giáo hội Maronite.
- Louis Raphaël I Sako, Thượng phụ Tòa Babylon, Công giáo Chaldeans.

- Hồng y Linh mục: là các vị đứng đầu các giáo phận khác trên toàn thế giới.[3]
- Hồng y Phó tế: là các vị đứng đầu một cơ quan của Tòa Thánh.[3] Bậc Hồng y Phó tế cũng có thể chuyển sang bậc Hồng y Linh mục khi đã ở bậc Hồng y Phó tế 10 năm.[2] Tuy nhiên, một khi đã chuyển lên bậc Hồng y Linh mục thì phải đổi cả tước hiệu nhà thờ chính tòa và dĩ nhiên là có quyền ưu tiên trên các Hồng y Linh mục cụ thể là được bổ nhiệm làm Hồng y sau mình.

## Nhiệm vụ và quyền hạn
Hồng y là những người tập hợp thành Hồng y đoàn, trực tiếp bầu giáo hoàng và dĩ nhiên có được nhiều ưu thế ứng cử làm giáo hoàng. Trong bầu chọn giáo hoàng, hồng y đứng đầu các Hồng y Phó tế thì có nhiệm vụ loan báo cho dân chúng chờ đợi tại Quảng trường Thánh Phêrô biết tên của Hồng y được bầu làm giáo hoàng. Giới hạn tuổi của một hồng y cử tri bầu giáo hoàng là dưới 80 tuổi.
Nếu không phải là Giám mục coi sóc một giáo phận nào đó thì các Hồng y bắt buộc phải ở Roma. Các Hồng y coi sóc các giáo phận trên thế giới phải đến Roma nếu giáo hoàng đương kim triệu tập hoặc hồng y Nhiếp chính triệu tập khi giáo hoàng qua đời.
Các Hồng y giữ những chức vụ trong Giáo triều Rôma hay tại Thành Vatican được mời gọi đệ đơn từ chức lên Giáo hoàng khi vừa tròn 75 tuổi, và chờ đợi sự quyết định từ giáo hoàng.

## Các loại hồng y đặc biệt

### Hồng yNhiếp chính
Hồng y Nhiếp chính của Giáo hội Công giáo Rôma, với sự trợ giúp của Phó Nhiếp chính và các vị giám chức khác của Văn phòng được gọi là Camera Tông Tòa, có các chức năng mà về bản chất được giới hạn trong một thời kỳ trống tòa của chức vụ giáo hoàng. Ngài có nhiệm vụ đối chiếu các thông tin về tình hình tài chánh của tất cả các cơ quan phụ thuộc vào Toà Thánh và trình bày kết quả tại Hồng y Đoàn, khi họ tụ tập vào Mật nghị Hồng y chọn Tân Giáo hoàng.

### Hồng y chưa là Giám mục

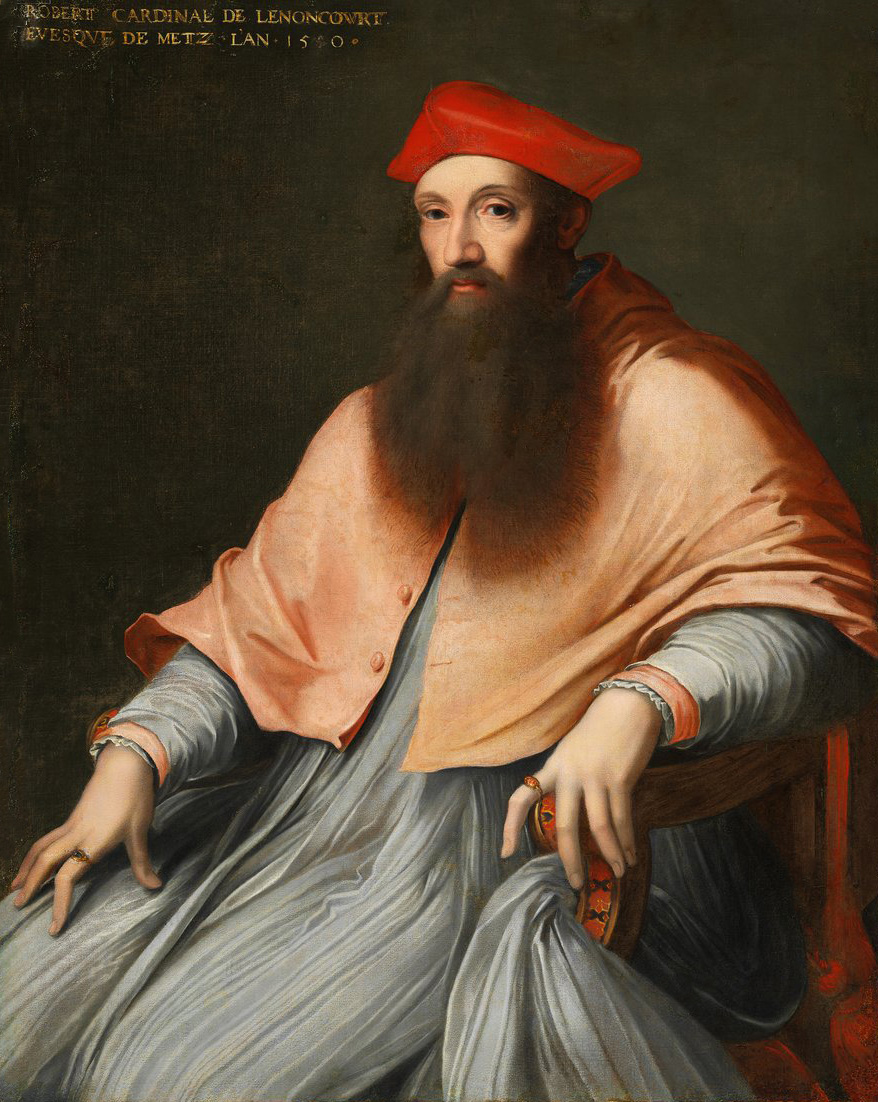
Reginald Pole mang tước vị Hồng y 18 năm trước khi ông được phong chức linh mục.

Cho đến năm 1917, có thể cho một người không phải là linh mục được vinh thăng Hồng y, nhưng đi kèm với một số ít quyền hạn, trở thành hồng y phẩm trật Hồng y Phó tế. Chẳng hạn, vào thế kỷ 16, Reginald Pole đã làm một hồng y trong 18 năm trước khi ông thụ phong linh mục. Năm 1917, tất cả các hồng y, thậm chí cả các hồng y Phó tế, đều phải là linh mục, và vào năm 1962, Giáo hoàng Gioan XXIII đặt ra tiêu chuẩn rằng tất cả các hồng y phải được phong chức giám mục, ngay cả khi họ chỉ là linh mục vào lúc bổ nhiệm. Do hậu quả của hai việc điều chỉnh Giáo luật này, điều 351 của Bộ Giáo luật cho phép một hồng y có xuất thân ít nhất phải có của chức tư tế, và những người được chọn làm hồng y chưa qua chức giám mục thì phải được tấn phong trước đó. Một số hồng y ở tuổi 80 hoặc gần tuổi này khi được bổ nhiệm đã bị ràng buộc từ luật buộc phải là một giám mục. Những hồng y dạng này đều được bổ nhiệm làm Hồng y Phó tế, chỉ trừ Roberto Tucci và Albert Vanhoye sống đủ lâu để được thực hiện quyền thăng lên phẩm trật hồng y Đẳng Linh mục.
Một vị hồng y không phải là giám mục vẫn có quyền mặc và sử dụng các bộ lễ phục giám mục và các huy hiệu giám mục khác (các quy định về biểu tượng chức giám mục: mũ mitra, gậy Mục tử, mũ Zucchetto, thánh giá đeo ngực và nhẫn). Ngay cả khi không phải là một giám mục, bất kỳ vị hồng y nào vẫn được sự tôn trọng và danh dự trên các vị thượng phụ (tôn giáo) không phải là hồng y, cũng như các tổng giám mục và giám mục không phải là hồng y, nhưng ông không thể thực hiện các chức năng dành riêng cho các giám mục, như truyền chức. Các linh mục nổi bật kể từ năm 1962 không được tấn phong giám mục về mức độ cao tới hồng y dưới tuổi 80, và vì vậy không một hồng y nào không phải là giám mục đã tham gia vào các mật nghị gần đây chọn Tân giáo hoàng.

### Hồng y thế tục
Vào những thời điểm khác nhau, đã có những hồng y chỉ mới được cạo đầu và các chức thánh nhỏ nhưng chưa được truyền chức linh mục hay phó tế. Mặc dù là các giáo sĩ, họ đã được gọi không chính xác là "hồng y giáo dân". Teodolfo Mertel là một trong những người cuối cùng là hồng y giáo dân. Khi ông qua đời vào năm 1899, ông là vị hồng y còn sót lại cuối cùng, người chưa bao giờ được truyền chức linh mục. Với việc sửa đổi Bộ Giáo luật được ban hành năm 1917 bởi Giáo hoàng Biển Đức XV, chỉ những người đã là linh mục hay giám mục mới được bổ nhiệm làm hồng y.. Kể từ thời Giáo hoàng Gioan XXIII, một linh mục được chỉ định làm hồng y phải được truyền chức giám mục trước đó, trừ phi ông ta có được công lao lớn với giáo hội Công giáo.